# Felda United
El Felda United es un equipo de fútbol de Malasia que juega en la Super Liga de Malasia, primera división de fútbol en el país.

## Historia
Fue fundado el 19 de enero de 2007 en la ciudad de Bangi y es el equipo que representa a la  Federal Land Development Authority (FELDA) por Mohd Najib Tun Abdul Razak, en ese entonces el primer ministro del Departamento de Malasia.
El club debuta en la Copa FAM, donde ha sido uno de los clubes más estables del torneo, y jugó en la Super Liga de Malasia por primera vez en la temporada 2011, en la que terminó en el 11.º lugar.
La mejor participación de liga del club ha sido en la temporada 2016, en la cual terminaron se segundo lugar, lo que les permite jugar en la Copa AFC 2017, su primer torneo de fútbol internacional.

## Palmarés
- Liga Premier de Malasia: 1

2010

## Entrenadores
- 2007–2009 :  Mohd Reduan Haji Abdullah
- 2009 :  Ahmad Fairuz Mohd Yunus (interino)
- 2009–2012 :  E. Elavarasan
- 2013 :  K. Devan
- 2014–presente :  Irfan Bakti Abu Salim

## Plantel 2018

#### Altas y bajas 2017–18 (verano)
| Altas   | Altas    | Altas       | Altas | Altas |
| Jugador | Posición | Procedencia | Tipo  | Costo |
| ------- | -------- | ----------- | ----- | ----- |

| Bajas            | Bajas     | Bajas   | Bajas           | Bajas |
| Jugador          | Posición  | Destino | Tipo            | Costo |
| ---------------- | --------- | ------- | --------------- | ----- |
| Norshahrul Idlan | Delantero | Pahang  | Traspaso libre. | --    |